# Parachelifer montanus
Espèce
Parachelifer montanus est une espèce de pseudoscorpions de la famille des Cheliferidae.

## Distribution
Cette espèce est endémique du Montana aux États-Unis. Elle se rencontre dans le comté de Ravalli.

## Publication originale
- Chamberlin, 1934 : On two species of false scorpions collected by birds in Montana, with notes on the genus Dinocheirus (Arachnida - Chelonethida). Pan-Pacific Entomologist, vol. 10, p. 125-132.